# Университет Земмельвайса
Университет Земмельвайса (венг. Semmelweis Egyetem) — старейший медицинский вуз Венгрии.

## История
Основан в 1769 году как медицинский факультет Трнавского университета (позднее ставшего Будапештским университетом).
В 1951 году на базе медицинского факультета Будапештского университета был организован Будапештский медицинский университет.
В 1969 году университету присвоено имя известного венгерского врача и профессора университета Игнаца Земмельвайса (1818—1865). Вуз стал называться Медицинским университетом Земмельвайса.
В январе 2000 года произошло слияние Медицинского университета Земмельвайса с Университетом наук о здоровье Имре Хайнала и Университетом физического воспитания. Объединённый университет получил название Университета Земмельвайса.

## Факультеты
- Общей медицины
- Фармакологии
- Стоматологии
- Физического воспитания и спорта
- Государственной службы здравоохранения

Преподавание ведётся на трёх языках — венгерском, немецком (с 1983 года) и английском (с 1989 года).